# 央族
央族，是分布於老撾西北部豐沙里省和烏多姆賽省的台語民族，在1995年人口大約5000人。他們的文化受傣泐和黑泰族影響很大。
一位美國語言學家艾杰瑞相信他們是從廣西南遷的布央人。

## 歷史
根據央族老人自己的說法，他們是在四代(即200年前)由越南西北的奠边府移民到老撾，居住在靠近溪流高400-800米的河谷和低地種植水稻。